# Schelditz
Schelditz ist ein Ortsteil der Gemeinde Rositz im Landkreis Altenburger Land in Thüringen.

## Lage
Der Ortsteil Schelditz liegt im Süden der Gemeinde Rositz an der Kreisstraße 223 und Landesstraße 1361. Die Gemarkung befindet sich im Altenburger-Zeitzer-Lösshügelland am Südrand der Leipziger Tieflandbucht. Schelditz liegt am Gerstenbach, der bei Serbitz in die Pleiße mündet.

## Geschichte

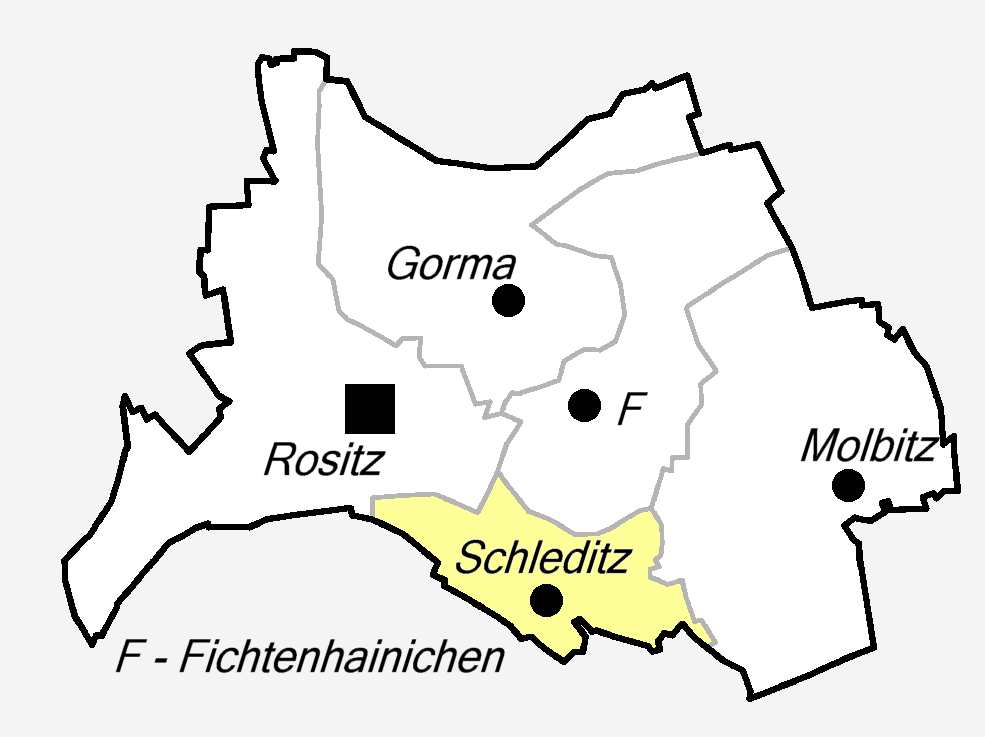
Lage von Schelditz in der Gemeinde Rositz

Im Zeitraum 1181–1214 fand die urkundliche Ersterwähnung von Schelditz statt, u. a. als „Scelditz“ im Zehntverzeichnis des Klosters Bosau aus dem Jahr 1181. Der sorbische Name hat die Bedeutung „Ort der Dienstleute und des Gesindes“. Um 1210 ist ein Reichsministerial Gerard von Scelditz erwähnt. Dessen Nachfahr Conrad von Scelditz veräußerte 1282 seine Besitzungen in Schelditz an das Deutsche Ordenshaus zu Altenburg. Im Gegensatz zu den anderen Schelditzer Bauerngehöften war das seit dem 16. Jahrhundert existierende Freigut nicht mit Frondiensten belastet. Es gehörte seit 1594 dem kurfürstlichen Rittmeister zu Dresden, Tilo von Osterhausen. Seit 1676 waren die von Stange zu Oberlödla Herren auf dem Freigut. Der Altenburger Schlosshauptmann Friedrich Wilhelm von Stange verkaufte das Gut im Jahr 1724 an Georg Zetzsche aus Kriebitzsch. Dessen Nachfahre, der Freigutsbesitzer Hermann Zetzsche, veräußerte das Gelände mit einer zu seiner Zeit erbauten Ziegelei im Jahr 1882 an Albin Taubert aus Zechau. Albin Tauberts Sohn Max verkaufte es mit allen Gebäuden zu Beginn des 20. Jahrhunderts an die DEA-Mineralölwerke.
Schelditz gehörte bezüglich der Verwaltung zum wettinischen Amt Altenburg, welches ab dem 16. Jahrhundert aufgrund mehrerer Teilungen im Lauf seines Bestehens unter der Hoheit folgender Ernestinischer Herzogtümer stand: Herzogtum Sachsen (1554 bis 1572), Herzogtum Sachsen-Weimar (1572 bis 1603), Herzogtum Sachsen-Altenburg (1603 bis 1672), Herzogtum Sachsen-Gotha-Altenburg (1672 bis 1826). Bei der Neuordnung der Ernestinischen Herzogtümer im Jahr 1826 kam der Ort wiederum zum Herzogtum Sachsen-Altenburg. Nach der Verwaltungsreform im Herzogtum gehörte Schelditz bezüglich der Verwaltung zum Ostkreis (bis 1900) bzw. zum Landratsamt Altenburg (ab 1900). Das Dorf gehörte ab 1918 zum Freistaat Sachsen-Altenburg, der 1920 im Land Thüringen aufging. 1922 kam es zum Landkreis Altenburg.
Am 1. April 1923 wurde Schelditz trotz Protesten wie Gorma und Fichtenhainichen nach Rositz eingemeindet. Nach Prüfung durch die Behörden des Landes Thüringen wurde Schelditz jedoch am 1. August 1924 zunächst wieder selbstständig. Endgültig wurde Schelsitz am 1. Juli 1950 nach Rositz eingemeindet. Ausführliche Informationen zur weiteren Entwicklung des Dorfes geben die angegebene Literatur und der Hauptartikel Rositz.

### Braunkohleabbau
In Schelditz, das im Osten des Meuselwitz-Rositzer Braunkohlerevier liegt, wurde in der westlich des Orts liegenden Tiefbaugrube „Neu-Rositz Nr. 145“ zwischen 1917 und 1942 Kohle abgebaut. Die Geschichte des Orts wurde durch die 1917 erfolgte Eröffnung der DEA-Mineralölwerke (Rositzer Teerwerke) direkt nordöstlich des Orts auf der Flur von Fichtenhainichen erheblich mitgeprägt.
Während des Zweiten Weltkrieges befand sich eines von acht Lagern für Zwangsarbeiter in Schelditz, in denen mehr als tausend Zwangsarbeiterinnen und Zwangsarbeiter arbeiten mussten: für die Deutsche Erdöl AG (DEA), für die Rositzer Zuckerraffinerie, bei der Firma K. Eisenrieth, für die Rositzer Kohlenwerke und für die Firma Curt Plützsch.
1945 entstanden durch das alliierte Bombardement der Rositzer Teerfabrik starke Schäden im benachbarten Schelditz. Die Altlasten der zu DDR-Zeiten weiter betriebenen Fabrik kontaminierten das infolge der Stilllegung des Braunkohlebergbaus aufsteigende Grundwasser. Seit 2014 werden Sicherungsmaßnahmen geplant.
In den 1980er Jahren war die Wiederaufnahme des Braunkohleabbaus im Meuselwitz-Rositzer Braunkohlerevier geplant, welche aber nicht zur Ausführung kam. Dem geplanten „Tagebau Meuselwitz“ zwischen Meuselwitz und Rositz hätte ein Großteil des Gemeindegebiets von Rositz einschließlich eines Teils von Schelditz ohne die benachbarte Raffinerie weichen müssen.